# Abdullah al-Lafi
Abdullah al-Lafi é um político da líbio que atua como vice-presidente do Conselho Presidencial da Líbia e Representante do Conselho Presidencial da Líbia.